# Voleibol de playa en los Juegos Panamericanos

Voleibol de Playa

El Voleibol de playa es un deporte incluido en el calendario de los Juegos Panamericanos a partir de la edición de Winnipeg 1999 en Canadá, tres años después del debut del deporte en los Juegos Olímpicos de 1996 en Atlanta.
Actualmente es celebrado en torneos tanto masculino como femenino.

## Masculino

### Palmarés
| Año          | País           | Oro                                      | Plata                                       | Bronce                                     |
| ------------ | -------------- | ---------------------------------------- | ------------------------------------------- | ------------------------------------------ |
| 1999 Detalle | Winnipeg       | Canadá · Jody Holden · Conrad Leinemann  | Brasil · Lula Barbosa · Adriano Garrido     | Brasil · Roberto Lopes · Franco Neto       |
| 2003 Detalle | Santo Domingo  | Cuba · Francisco Álvarez · Juan Rossell  | Brasil · Luizão Correa · Paulo Emilio Silva | Puerto Rico Ramón Hernández Raul Papaleo   |
| 2007 Detalle | Río de Janeiro | Brasil · Emanuel Rego · Ricardo Santos   | Estados Unidos Ty Loomis Hans Stolfus       | Cuba · Francisco Álvarez · Leonel Munder   |
| 2011 Detalle | Guadalajara    | Brasil · Alison Cerutti · Emanuel Rego   | Venezuela · Igor Hernández · Farid Mussa    | Argentina Santiago Etchegaray Pablo Suárez |
| 2015 Detalle | Toronto        | México · Rodolfo Ontiveros · Juan Virgen | Brasil · Álvaro Magliano · Vitor Araujo     | Cuba · Nivaldo Díaz · Sergio González      |
| 2019 Detalle | Lima           | Chile · Marco Grimalt · Esteban Grimalt  | México · Rodolfo Ontiveros · Juan Virgen    | Argentina Nicolás Capogrosso Julián Azaad  |
| 2023 Detalle | Santiago       | Brasil · André Stein · George Wanderley  | Cuba · Jorge Alayo · Noslen Díaz            | Chile · Esteban Grimalt · Marco Grimalt    |

### Medallero
Actualizado a Santiago 2023.
| #     | País           |   |   |   | Total |
| ----- | -------------- | - | - | - | ----- |
| 1     | Brasil         | 3 | 3 | 1 | 7     |
| 2     | Cuba           | 1 | 1 | 2 | 4     |
| 3     | México         | 1 | 1 | 0 | 2     |
| 4     | Chile          | 1 | 0 | 1 | 2     |
| 5     | Canadá         | 1 | 0 | 0 | 1     |
| 6     | Estados Unidos | 0 | 1 | 0 | 1     |
| 7     | Venezuela      | 0 | 1 | 0 | 1     |
| 8     | Argentina      | 0 | 0 | 2 | 2     |
| 9     | Puerto Rico    | 0 | 0 | 1 | 1     |
| Total | Total          | 6 | 6 | 6 | 18    |

## Femenino

### Palmarés
| Año          | País           | Oro                                          | Plata                                              | Bronce                                        |
| ------------ | -------------- | -------------------------------------------- | -------------------------------------------------- | --------------------------------------------- |
| 1999 Detalle | Winnipeg       | Brasil · Adriana Behar · Shelda Bedê         | Estados Unidos Jenny Pavley Marsha Miller          | México · Laura Almaral · Mayra Huerta         |
| 2003 Detalle | Santo Domingo  | Cuba · Dalixia Fernández · Tamara Larrea     | México · Mayra García · Hilda Gaxiola              | Brasil · Ana Richa · Larissa França           |
| 2007 Detalle | Río de Janeiro | Brasil · Juliana Felisberta · Larissa França | Cuba · Dalixia Fernández · Tamara Larrea           | México · Bibiana Candelas · Mayra García      |
| 2011 Detalle | Guadalajara    | Brasil · Juliana Felisberta · Larissa França | México · Bibiana Candelas · Mayra García           | Puerto Rico Yarleen Santiago Yamileska Yantín |
| 2015 Detalle | Toronto        | Argentina Ana Gallay Georgina Klug           | Cuba · Lianma Flores · Leila Martinez              | Brasil · Carolina Horta · Liliane Maestrini   |
| 2019 Detalle | Lima           | Estados Unidos Jace Pardon Karissa Cook      | Argentina Ana María Gallay Fernanda Pereyra        | Brasil · Ângela Rebouças · Carolina Horta     |
| 2023 Detalle | Santiago       | Brasil · Ana Patricia Ramos · Eduarda Lisboa | Canadá · Melissa Humana-Paredes · Brandy Wilkerson | Estados Unidos Corinne Quiggle Sarah Murphy   |

### Medallero
Actualizado a Santiago 2023.
| #     | País           |   |   |   | Total |
| ----- | -------------- | - | - | - | ----- |
| 1     | Brasil         | 4 | 0 | 3 | 7     |
| 2     | Cuba           | 1 | 2 | 0 | 3     |
| 3     | Estados Unidos | 1 | 1 | 1 | 3     |
| 4     | Argentina      | 1 | 1 | 0 | 2     |
| 5     | México         | 0 | 2 | 2 | 4     |
| 6     | Canadá         | 0 | 1 | 0 | 1     |
| 7     | Puerto Rico    | 0 | 0 | 1 | 1     |
| Total | Total          | 6 | 6 | 6 | 18    |

## Medallero histórico ambas ramas
Actualizado a Santiago 2023.
| #     | País           |    |    |    | Total |
| ----- | -------------- | -- | -- | -- | ----- |
| 1     | Brasil         | 7  | 3  | 4  | 14    |
| 2     | Cuba           | 2  | 3  | 2  | 7     |
| 3     | México         | 1  | 3  | 2  | 6     |
| 4     | Estados Unidos | 1  | 2  | 1  | 4     |
| 5     | Argentina      | 1  | 1  | 2  | 4     |
| 6     | Chile          | 1  | 0  | 1  | 2     |
| 7     | Canadá         | 1  | 0  | 0  | 1     |
| 8     | Venezuela      | 0  | 1  | 0  | 1     |
| 9     | Puerto Rico    | 0  | 0  | 2  | 2     |
| Total | Total          | 12 | 12 | 12 | 36    |